# Gagliano Castelferrato
Gagliano Castelferrato es una localidad italiana de la provincia de  Enna, región de Sicilia, con 3.785 habitantes.

Ubicación de la ciudad de Gagliano Castelferrato dentro de la provincia de Enna.

## Evolución demográfica
| Gráfica de evolución demográfica de Gagliano Castelferrato entre 1861 y 2001 |
|                                                                              |
| Fuente ISTAT - Elaboración gráfica por parte de Wikipedia                    |